# Organické sloučeniny zirkonia

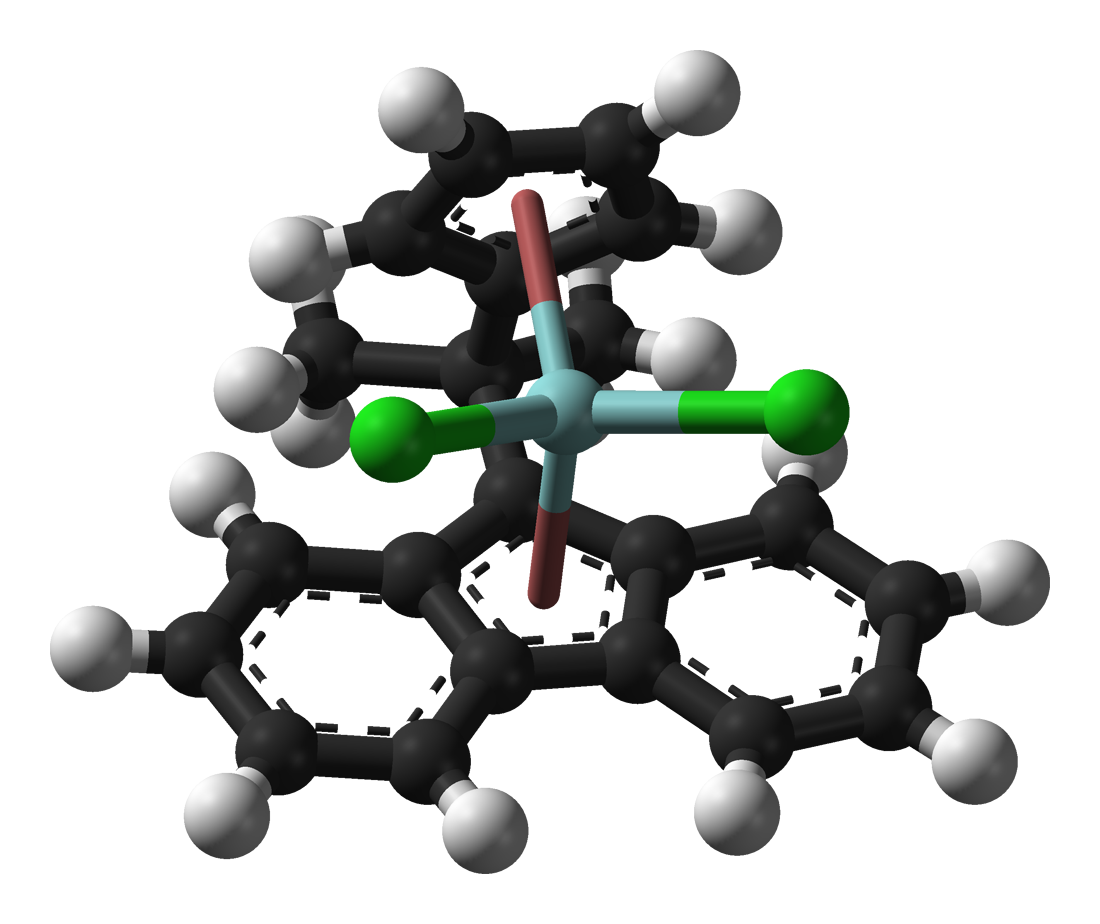
Katalyzátor podobný Kaminského katalyzátoru, založený na zirkonocenu, používaný při výrobě syndiotaktického polypropylenu

Organické sloučeniny zirkonia jsou organokovové sloučeniny obsahující vazby mezi atomy uhlíku a zirkonia.
Organozirkoniové sloučeniny jsou podrobně zkoumány, částečně díky svému využití jako Zieglerovy–Nattovy katalyzátory polymerizací.

## Srovnání s organotitanovými sloučeninami
Mnoho organozirkoniových sloučenin má své organotitanové analogy. Zirkoničité sloučeniny jsou odolnější proti redukcím než titaničité, jež se často přeměňují na titanité ekvivalenty. Dvojmocné zirkonium je tak dobrým redukčním činidlem, které vytváří komplexy s didusíkem. Protože má větší atom, tak zirkonium tvoří komplexy s vyššími koordinačními čísly, například [CpZrCl3]n je polymerní, zatímco CpTiCl3 (Cp = C5H5).

## Historie
V roce 1953 byl připraven zirkonocendibromid reakcí cyklopentadienylmagnesiumbromidu s chloridem zirkoničitým.
V roce 1966 byl získán dihydrid Cp2ZrH2 reakcí Cp2Zr(BH4)2 s triethylaminem. Roku 1970 se podařila příprava hydrochloridu (dnes nazývaného Schwartzovo činidlo) redukcí zirkonocendichloridu (Cp2ZrCl2) tetrahydridohlinitanem lithným (lze také použít podobné redukční činidlo LiAlH(t-BuO)3).
Za rozvoj organozirkoniových reaktantů získal Eiči Negiši Nobelovu cenu za chemii.

## Vlastnosti zirkonocenu

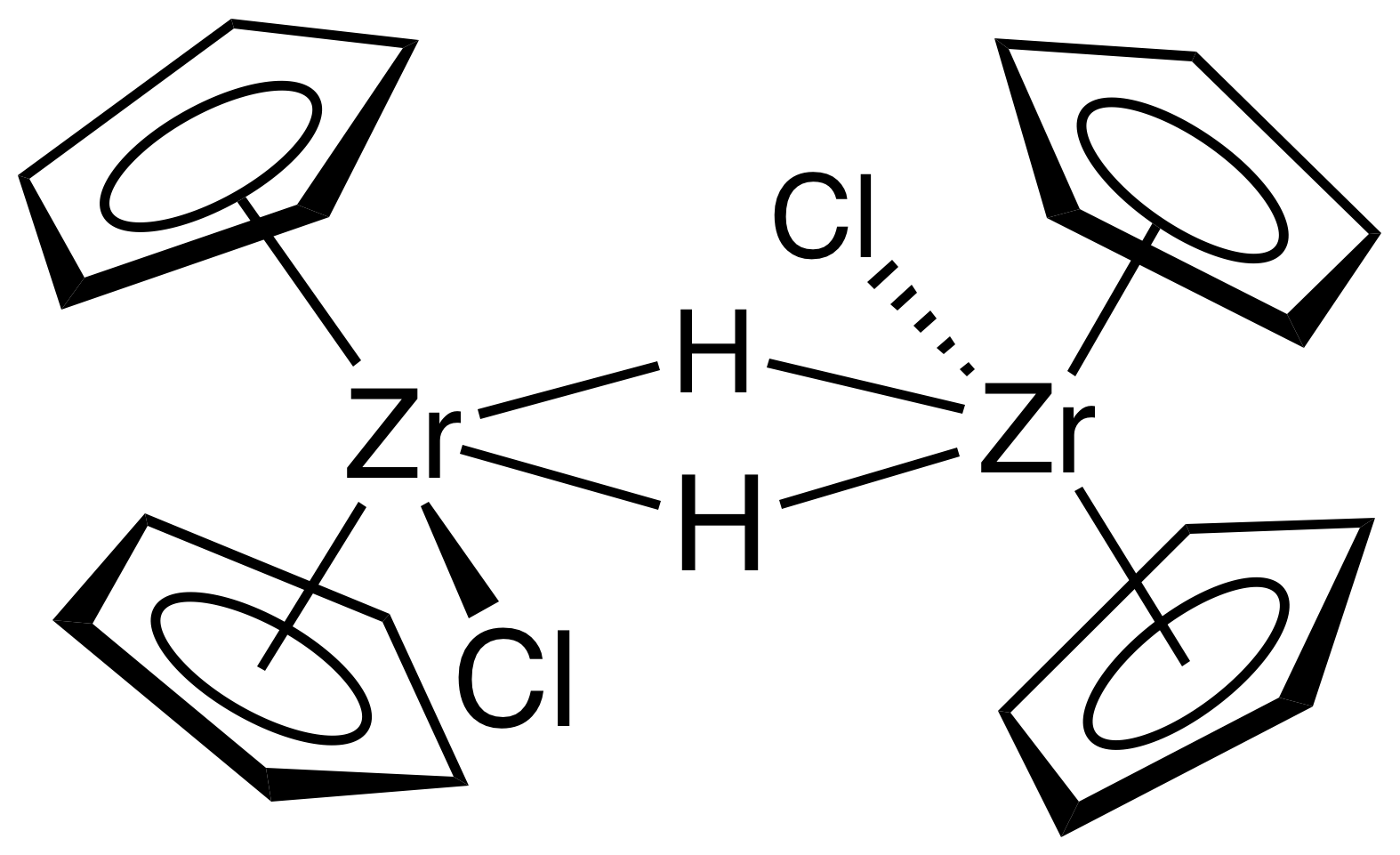
Struktura Schwartzova činidla.

Nejvýznamnějším využitím zirkonocenu a jeho derivátů je katalýza polymerizací alkenů.
Schwartzovo činidlo ([Cp2ZrHCl]2) se využívá při hydrozirkonacích, jež mají využití v organické syntéze; substráty zde bývají alkeny a alkyny. Z koncových alkynů vznikají vinylové komplexy.
Dalšími reakcemi jsou nukleofilní adice, transmetalace, konjugované adice, párovací reakce, karbonylace a halogenace.
Podrobně byly také prozkoumány chemické vlastnosti dekamethylzirkonocendichloridu, Cp*2ZrCl2. K dobře prozkoumaným sloučeninám patří také Cp*2ZrH2, [Cp*2Zr]2(N2)3, Cp*2Zr(CO)2 a Cp*2Zr(CH3)2.
Zirkonocendichlorid lze použít k cyklizacím enynů a dienů na mono- nebo bicyklické sloučeniny.

## Alkylové a karbonylové komplexy
Nejjednoduššími organozirkoniovými sloučeninami jsou homoleptické alkyly; mimo jiné jsou známy soli [Zr(CH3)6]2−. Tetrabenzylzirkonium se používá na přípravu katalyzátorů polymerizací alkenů. lze jej přeměnit na smíšené komplexy obsahující alkylové, alkoxy, nebo halogenidové skupiny, Zr(CH2C6H5)3X (X = CH3, OC2H5, Cl).

Struktura tetrabenzylzirkonia; atomy vodíku pro přehlednost nejsou znázorněny.

Kromě smíšené sloučeniny Cp2Zr(CO)2 vytváří zirkonium také binární karbonyl [Zr(CO)6]2−.

## Organické sloučeniny hafnia
Hafnium je, stejně jako zirkonium, prvkem 4. skupiny, jeho sloučeniny tak mají téměř stejné vlastnosti jako odpovídající sloučeniny zirkonia. Je znám velký počet hafniových analogů sloučenin Zr, například bis(cyklopentadienyl)chlorid hafničitý, bis(cyklopentadienyl)hydrid hafničitý a dimethylbis(cyklopentadienyl)hafnium.

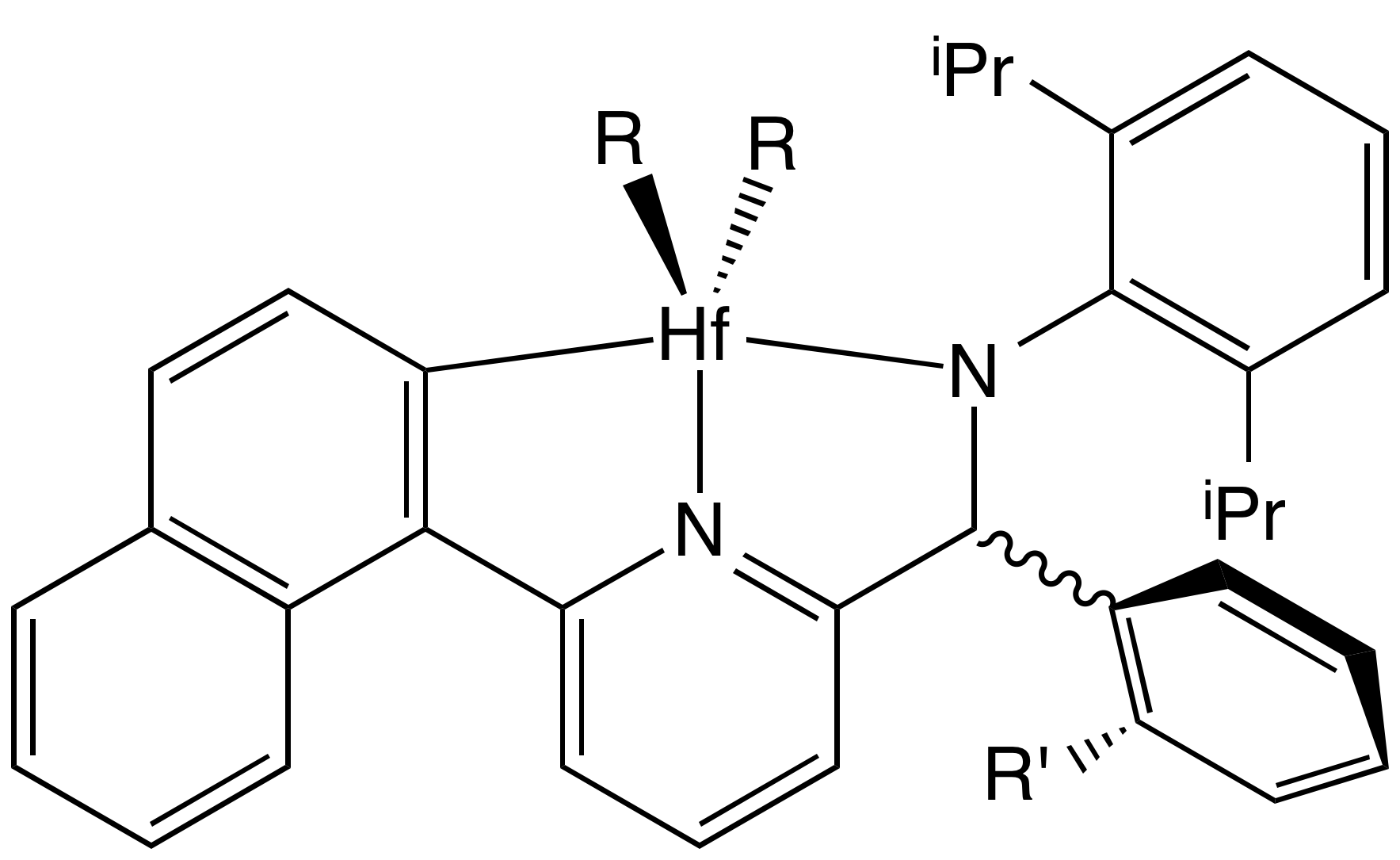
Obecná struktura postmetallocenového katalyzátoru Dowova pyridyl-amidového typu

Kationtové komplexy hafnocenu, postmetalocenové katalyzátory, se používají v průmyslu při polymerizacích alkenů.